# Edward N. Allen
Edward Normand Allen, född 18 april 1891, död 14 november 1972, även känd som Ned Allen, var en amerikansk politiker som var viceguvernör i Connecticut från 1951 till 1955.

## Tidigt liv
Edward N. Allen föddes i Hartford, Hartford County, Connecticut, den 18 april 1891. Han tjänstgjorde i USA:s armé under första världskriget. Från 1920 till 1924 var han polischef i Hartford, senare var han chef för varuhuset Sage-Allen. Han gifte sig med Mildred Pomeranz den 4 january 1936.

## Politisk karriär
Allen var medlem av Republikanerna och ledamot av Connecticuts senat för 1:a distriktet från 1927 till 1929. Han var suppleant vid Republikanernas nationella konvent från Connecticut 1928. Från 1947 till 1948 var han borgmästare i Hartford. Han valdes till viceguvernör i Connecticut när partikamraten John N. Dempsey valdes till guvernör 1950 till den första fyraåriga mandatperioden för guvernör och viceguvernör i delstaten. De tjänstgjorde i en mandatperiod, från den 3 januari 1951 till den 5 januari 1955.
Allens fru, Mildred Pomeranz Allen, som också var republikan, var Secretary of State i Connecticut från 1955 till 1959.
Allen avled den 14 november 1972. Han begravdes på Enfield Street Cemetery, Enfield, Connecticut.